# Хе Яньвень
Хе Яньвень (29 вересня 1966) — китайська академічна веслувальниця.
Бронзова призерка Олімпійських Ігор 1988 року в складі вісімки, учасниця 1992 року.